# Katalase
Katalase (Gen-Name: CAT) ist ein Enzym, das Wasserstoffperoxid (H2O2) zu Sauerstoff (O2) und Wasser (H2O) umsetzt. Wasserstoffperoxid entsteht beim Abbau von Hyperoxiden durch die Superoxiddismutase. Es fällt als Nebenprodukt beim Abbau von Purinen und bei der Oxidation von Fettsäuren an und kann zur Schädigung von Genom und Proteinen führen. Katalasen befinden sich daher in fast allen aerob lebenden Lebewesen, beim Menschen vor allem in den Peroxisomen der Leber und Nieren sowie den Erythrozyten. Mutationen im CAT-Gen können zum erblichen Katalasemangel (Akatalasie) führen, der in Japan gehäuft vorkommt.

## Systematik
Anhand von Sequenz und Struktur werden Katalasen in drei Klassen eingeteilt.
- monofunktionale Häm-enthaltende Enzyme
- bifunktionale Häm-enthaltende Katalase-Peroxidasen
- manganhaltige Enzyme (ohne Häm-Gruppe)

Die humane Katalase (PDB 1DGF) besteht aus vier identischen Untereinheiten von jeweils 60 kDa. Davon enthält jede eine Häm-Gruppe und eine NADPH-Bindestelle.

## Katalysierte Reaktion
Die Reaktion erfolgt in zwei Schritten. Im ersten Schritt wird Wasserstoffperoxid reduziert und das Enzym oxidiert, das Produkt Wasser entsteht.
{\displaystyle \mathrm {H_{2}O_{2}+Katalase(red.)\longrightarrow H_{2}O+Katalase(ox.)} }
Im zweiten Schritt werden sowohl Wasserstoffperoxid als auch das Enzym reduziert und Sauerstoff oxidiert und damit als Produkt neben einem weiteren Wassermolekül freigesetzt.
{\displaystyle \mathrm {H_{2}O_{2}+Katalase(ox.)\longrightarrow H_{2}O+\textstyle \ O_{2}+Katalase(red.)} }
Die Summengleichung lautet:
{\displaystyle \mathrm {2\ H_{2}O_{2}\longrightarrow \textstyle \ O_{2}+2\ H_{2}O} }
Sowohl Wechselzahl als auch katalytische Effizienz des Enzyms gehören zu den höchsten je bei Enzymen gefundenen Werten (Tabelle).
Bei niedrigen Wasserstoffperoxidkonzentrationen kann durch die oxidierte Katalase Methanol und Ethanol über den Aldehyd zur Säure oxidiert werden.

## Verwendung im Labor
In der Mikrobiologie wird der Katalasetest zur Bakteriendifferenzierung eingesetzt. Klinisch bedeutsam ist besonders die Differenzierung von katalasepositiven Staphylokokken von katalasenegativen Streptokokken.
Hierbei wird ein Tropfen 3-prozentige Wasserstoffperoxidlösung als Katalase-Reagenz auf einen Objektträger gegeben und eine Öse Bakterienmaterial kurz hineingehalten. (positive Reaktion: direktes Sprudeln, Blasenbildung; negative Reaktion: kein oder verzögert einsetzendes Sprudeln)
Alternativ kann verdünntes Wasserstoffperoxid direkt auf eine Bakterienkolonie auf eine Agarplatte aufgetropft werden.
Die meisten aeroben und fakultativ anaeroben Bakterien wie auch Pilze haben das Enzym Katalase, um das für die Zellen bei unkontrollierter Spaltung giftige H2O2 kontrolliert zu spalten.
Experimentell wird Wasserstoffperoxid in der Biologie zur Herbeiführung des programmierten Zelltodes von isolierten eukaryotischen Zellen genutzt.

## Verwendung
Zur Neutralisierung von Wasserstoffperoxid bei 2-Komponenten-Kontaktlinsenreinigern.